# NGC 338
NGC 338 ist eine Spiralgalaxie vom Hubble-Typ Sab im Sternbild Fische auf der Ekliptik. Sie ist schätzungsweise 220 Millionen Lichtjahre von der Milchstraße entfernt und hat einen Durchmesser von etwa 115.000 Lichtjahren.

Im selben Himmelsareal befinden sich u. a. die Galaxien NGC 315, NGC 318, IC 66, IC 69.
Das Objekt wurde im Jahr 1877 von dem deutschen Astronomen Ernst Wilhelm Leberecht Tempel entdeckt.